# アントワーヌ・クイヤール
アントワーヌ・クイヤール（Antoine Couillard, 生没年未詳）は、16世紀フランスの著述家。ガティネ地方のロリ（ロリス）近くのル・パヴィヨンの領主で、しばしば「ル・パヴィヨン・レ・ロリ殿（＝ロリ近くのル・パヴィヨンの領主）Seigneur du Pavillon lez Lorris」を筆名として用いた。21世紀現在では、専らノストラダムスを風刺・批判した同時代人として知られている。 
アントワーヌ・クイヤールの素性については、余り詳しいことは分かっていない。しかし、最初の著書が『本王国の裁判長および判官の国王および下級の司法書記の教育および演習 Instruction & exercice des Greffiers des Justices tant Royales que subalternes, des Prévôts & Baillifs de ce Royaume』（リヨン、1543年）であることから、慣習法の知識に長けた人物で、司法書記団（basoche）と何らかの関わりがあったと推測されている。なお、この文献は『フランス共通様式および王令に従った、書記の教育のための民事および刑事の手続に関する四書 Quatre livres sur les procédures civiles et criminelles, selon le commun style de France et ordonnances royaux, pour l’instruction des greffiers』（パリ、1560年）として再版された。
その後、『甚だ心地よい美徳の庭園で摘まれた香しき花々Les Fleurs odoriférantes, cueillies ès délectables jardins de vertu』（パリ、1549年）、『世界の古代と特異性 Les Antiquités et singularités du monde』（パリ、1547年。リヨン、1578年）、『いと高貴にして高名・卓抜なるルネ・ド・フランス妃の喜ばれる御到着 La Bienvenue de très-haute, très-illustre et très-excellente princesse, Madame Renée de France』（パリ、1561年。これはフェラーラからフランスへ帰還したルネ・ド・フランスが、ガティネ地方に居を定めたことを歓迎する詩である）、『非常に優れて無敵なるポーランド王に捧げられた書簡 Epître présentée au très-excellent et invincible Roi de Pologne』（パリ、1573年。この「ポーランド王」は、アンリ3世のことである）などを刊行した。
この最後の文献の中で、「アダム以降シャルル9世までのフランス王統譜 Tableau généalogique des rois de France depuis Adam jusqu’à Charles IX」を含む『天地開闢からの世界の年代記 Chronique cosmographique universelle』の刊行を予告していたが、実際に刊行されたかは定かではない。
ノストラダムスを風刺・批判した2冊の著書がある。そのうち最初のものは、『ル・パヴィヨン・レ・ロリ殿の予言集 Les Propheties du Seigneur du Pavillon Lez Lorris』（パリ、1556年）である。これは、前年に初版が出されていた『ミシェル・ノストラダムス師の予言集』のパロディとして刊行されたものであった。実際、そこまで意図していたかは定かではないもの、タイトルロゴのレイアウトも酷似したものとなっている。
次に出されたのは、『ノストラダムスや他の占星術師たちの虚偽・虚妄の予言に対する、ガティネ地方のル・パヴィヨン・レ・ロリ殿の反駁 Les Contredicts du Seigneur du Pavillon lez Lorriz, en Gastinois, aux faulses & abusifues propheties de Nostradamus, & autres astrologues.』（パリ、1560年）である。これは4部構成で、神の前での人間の無力から説き起こし、次いで予言が虚妄であることを指摘し、（世界の終わりが近いとされていた当時の予言的言説に対し）世界は半永続的であると反論するものになっている。ただし、ノストラダムスを特に大きく扱っているわけではなく、表題では代表的な占星術師として引き合いに出されているに過ぎない。なお、巻末には、クレマン・マロの息子ミシェル・マロの詩が収録されている。ミシェル・マロはほとんど作品を残していないため、この文献は、そうした点から言及されることもある。
クイヤールの没年は1575年頃とするものが多いが（例: Hoefer, Cioranescu, Grente）、1593年までは存命していたとする指摘もある（d'Amat）。